# Танаби
Танаби (порт. Tanabi)  —  муниципалитет в Бразилии, входит в штат Сан-Паулу. Составная часть мезорегиона Сан-Жозе-ду-Риу-Прету. Входит в экономико-статистический  микрорегион Сан-Жозе-ду-Риу-Прету. Население составляет 23 381 человек на 2006 год. Занимает площадь 745,233 км². Плотность населения — 31,4 чел./км².
Праздник города — 4 июля.

## История
Город основан в 1882 году.

## Статистика
- Валовой внутренний продукт на 2003 составляет 205.714.417,00 реалов (данные: Бразильский институт географии и статистики).
- Валовой внутренний продукт на душу населения на 2003 составляет 8.937,50 реалов (данные: Бразильский институт географии и статистики).
- Индекс развития человеческого потенциала на 2000 составляет 0,792 (данные: Программа развития ООН).

## География
Климат местности: тропический.